# Al-Hadaf
Al-Hadaf (en idioma árabe الهدف, en español: El Objetivo) es un diario político palestino, de distribución semanal. Fue fundado en 1969 en Beirut por Ghassan Kanafani como portavoz político del Frente Popular para la Liberación de Palestina, exponiendo una versión marxista-leninista del nacionalismo palestino panarábico. Kanafani murió en 1972 por un ataque con un coche bomba perpetrado por el Mosad, pero el diario permanece en publicación.